# PIO
PIO (Programmed input/output) är beteckningen för en enklare typ av kommunikation mellan en CPU och en ATA-hårddisk. I praktiken innebär detta att datorn måste polla hårddisken, vilket innebär att överföringen blir långsam och äter upp processortid. Ett effektivare sätt är att använda DMA.